# Strmca, Laško
Strmca je naselje v Občini Laško. Strmca je v pokrajini Štajerska in v Savinjski statistični regiji. Naselje leži na desnem bregu reke Savinje in meri 1.97 km².

## Trške poti
V 18. stoletju so imeli laški tržani običaj, da so vsakih nekaj let obšli mejo trga. S tem so potrdili, da je obhojeno ozemlje njihova last. Pot je potekala po desnem in levem bregu reke Savinje.

## Cerkev Sv. Krištofa
V tej cerkvi so najstarejše orgle v Sloveniji iz leta 1682. Te orgle so bile tudi upodobljene 
na Slovenskem bankovcu za dvesto tolarjev.

## Avtocesta
Narejena je bila študija državne ceste med avtocesto A1 Maribor - Ljubljana in avtocesto A2 Ljubljana–Obrežje pri Novem mestu, ki je pripravljena na podlagi naročila Direkcije Republike Slovenije za ceste. Pod naseljem Strmca bo po načrtih potekal predor.